# 式子內親王
式子內親王（日语：／ Shokushi Naishinnō或 Shikishi Naishinnō */?，1149年—1201年3月1日）是日本平安時代後期至鎌倉時代初期的內親王和歌人，《百人一首》歌人、新三十六歌仙和女房三十六歌仙之一，曾經擔任賀茂齋院，准三宮，有155首作品收錄於敕撰和歌集，後白河天皇的三女，兄弟有二條天皇和高倉天皇等人。

## 生平
關於式子的出生年份，《世界大百科事典》記載為仁平元年（1151年），《國史大辭典》雖然指其出生年份不詳，不過推測是仁平2年（1152年），《大英國際大百科事典》則主張是仁平3年（1153年），《日本古典文學大辭典》持同一說法。另一方面，根據上橫手雅敬的研究，京都大學藏《兵範記》斷簡的嘉應元年7月24日（1169年8月18日）條記載：「齋王 高倉三位腹 御年廿一」，其中高倉三位便是指其母藤原成子，因此可以得知她生於久安5年（1149年）:2，《日本國語大辭典》、《國書人名辭典》以及古典圖書館版《和歌文學大辭典》均持同一說法。
平治元年10月25日（1159年12月6日），隨著二條天皇即位，式子獲選定為賀茂齋院，嘉應元年7月26日（1169年8月20日）因病離任。此後，她居於其母的住處三條高倉殿，其後又遷至萱御所，建久7年12月20日（1197年1月10日）再遷至大炊御門殿（現京都府京都市中京區丸太町通柳馬場東入菊屋町的京都地方裁判所）。元曆2年8月10日（1185年9月5日），根據《山槐記》記載，式子獲准三宮宣下。根據《明月記》建仁2年8月22日（1202年9月9日）條和《經俊卿記》曆仁元年10月23日（1238年11月30日）條記載，式子被謠傳詛咒暲子內親王，此事促使她在建久3年（1192年）3月前，在未得後白河院批准的情況下於押小路殿（現京都府京都市左京區頭町、正往寺町和福本町一帶）出家，建久5年6月5日（1194年6月24日）由道法法親王傳授十八道，古典圖書館版《和歌文學大辭典》推測她之後皈依法然。建久8年（1197年）3月，滋野井公時家人橘兼仲之妻假託後白河院妖言惑眾，兼仲與其妻分別流放至隱岐國和安房國，式子被指同意他們的計謀而受到牽連，差點被趕至洛外，不過最終作罷。關於式子出家的具體年份，《大英國際大百科事典》和《日本古典文學大辭典》主張是建久2年（1191年），《和歌文學辭典》認為是建久5年（1194年），明治書院版《和歌文學大辭典》則認為受到橘兼仲事件的影響而在建久8年出家，《和歌大辭典》也稱是建久8年，《世界大百科事典》則同時提到建久5年和建久8年兩種說法。
式子的晚年生活見於《源家長日記》，病況則見於《明月記》。正治2年10月1日（1200年11月9日），春宮守成親王（後來的順德天皇）成為她的猶子，同年閏二月開始，式子患上乳病，12月時病情加重，最終在翌年正月25日（1201年3月1日）死去，享年53歲，其墓據傳是位於般舟院陵西面，被石佛包圍的小丘上的五輪塔，又名定家葛之墓，這是由於據傳定家在式子死後依然死心塌地，化成蔦葛圍繞其墓，因此後世將蔦葛稱為定家葛。此外，大分縣別府市的觀海寺也有據傳為式子的墓。

## 和歌
| 敕撰和歌集     | 新編國歌大觀編號 |
| -------------- | --- |
| 千載和歌集     | 124、147、335、625、677、745、973、1222、1272 |
| 新古今和歌集   | 3、52、83、101、137、149、182、215、240、256、268、277、308、321、349、368、380、416、417、432、474、484、485、534、605、638、662、690、734、947、948、1034、1035、1036、1074、1124、1153、1204、1309、1328、1329、1392、1486、1546、1665、1672、1810、1847、1969 |
| 新敕撰和歌集   | 16、37、62、63、221、345、397、398、523、589、847、971、1025、1111 |
| 續後撰和歌集   | 112、137、285、388、524、648、649、668、685、707、734、744、921、1142、1325 |
| 續古今和歌集   | 147、288、327、620、907、1051、1263、1288、1316 |
| 續拾遺和歌集   | 103、320、377、746、913 |
| 新後撰和歌集   | 199、672、673、779、1113 |
| 玉葉和歌集     | 147、239、286、296、332、442、443、482、578、701、899、932、1127、1256、2506、2542 |
| 續千載和歌集   | 68、1744 |
| 續後拾遺和歌集 | 428、559、898、1047、1069 |
| 風雅和歌集     | 225、304、333、401、402、454、524、547、572、693、716、799、803、1751 |
| 新千載和歌集   | 617、1034、1824 |
| 新拾遺和歌集   | 286、1014、1653 |
| 新後拾遺和歌集 | 51、255、792、879 |
| 新續古今和歌集 | 80、778、1933、1988 |

關於式子內親王的入集歌數目，除了古典圖書館版《和歌文學大辭典》記載為157首外，《世界大百科事典》、《日本古典文學大辭典》以及《和歌大辭典》均記載為155首，其中入選《新古今和歌集》的有49首，入集歌數僅次於西行（94首）、慈圓（92首）、九條良經（79首）以及藤原俊成（72首），現存的作品數目總數則有約400首。式子的歌風融合纖細的抒情與隱藏孤愁的哀調，早期作品既有回想齋院時期的作品，也有遠離煩囂的京都，將自身置於孤獨的環境而成的作品，晚年的作品則較為客觀，《後鳥羽院御口傳》中形容她與九條良經、慈圓為「特別出色」（殊勝なり），也稱她的歌風修辭特別細緻，語法委婉（斎院はことにもみもみとあるように詠まれき）。養和元年（1181年），俊成和藤原定家開始不時出入式子的住處，而其和歌本身也師承於俊成，由俊成所寫的《古來風體抄》被認為是按式子的請求而寫，並且在建久8年獻上。此外，她也有參與正治2年的正治初度百首。

### 百人一首
| 《新編國歌大觀》版本 | 全日本歌牌協會版本 | 嵯峨嵐山文華館版本 | 中譯                                        |
| -------------------- | ------------------ | ------------------ | ------------------------------------------- |
|                      |                    |                    | 鬱鬱相思苦 自甘絕此生 苟延人世上 無計掩痴情 |

這首和歌收錄於《新古今和歌集》卷第十一「戀歌一」，新編國歌大觀編號是1034，詞書是「百首歌中，以忍戀為題」（百首歌の中に、忍恋を），同時收錄於《定家八代抄》，而作為有心樣的例歌，也收錄於《定家十體》，另外也收錄於《自讚歌》、《新三十六人撰》以及《歌林良材》。此歌與收錄於《萬葉集》的作品（新編國歌大觀編號2799）以及和泉式部收錄於其家集《和泉式部續集》的作品（新編國歌大觀編號497）等類似，後藤祥子認為此歌是以《源氏物語》中柏木的苦惱為背景，推測是一首以男性角度來創作的和歌。對於定家將這首作品選至《百人一首》的理由，吉海直人認為是由於憧憬在原業平世界觀的定家將自己視為業平，並且代入《伊勢物語》內，而式子則作為物語內的戀愛對象而登場，通過幻想與齋院的禁忌之戀來達至《伊勢物語》的世界觀，實際上定家也以此為基礎創作了一首和歌，並且收錄於其家集《拾遺愚草》（新編國歌大觀編號1981）。兩人拉上關係是源於《後深草院御記》文永2年10月17日（1265年11月26日）條中記載道一首收錄於《新古今和歌集》的作品（新編國歌大觀編號1329）為式子尋求定家評價的和歌，不過後來演變成式子把此戀歌贈予定家，在永享3年（1432年）成書的《源氏大綱》中被描述成相愛的兩人被後鳥羽院拆散，最終促成由金春禪竹創作的謠曲《定家》。
首句中的原本的意思是珠繩，是串珠的意思，在這裡取同音的「魂」，改指生命，雖然作為枕詞散見於《葉葉集》，但是在《古今和歌集》至《後拾遺和歌集》僅有數首，《金葉和歌集》至《千載和歌集》更是完全沒有，《新古今和歌集》也僅有三首，不過由於體現定家在《詠歌大概》中提出的「新情舊詞」的概念，因此獲後世仿效，《新敕撰和歌集》和《續後撰和歌集》分別有七首和五首和歌使用此詞，另外此詞也與之後的、和為緣語，則是表示呼叫的間投助詞。第二句的意思是如果要結束的話就讓它結束吧，其中是下二段動詞的連用形，是表示結束的助動詞的未然形，是表示假定的接續助詞，是表示結束的助動詞的命令形，語調激烈，兩句切。第三句的意思是如果能夠長命百歲的話，其中是下二段動詞的未然形，是表示假定的接續助詞。第四句的意思是忍耐，其中是上二段動詞的連體形，是名詞，則是格助詞。末句意思是擔憂如果苦忍之心變弱的話，自己的心情便會暴露於人世，是表示擔憂的係助詞，是サ變動詞的連體形，與形成係結。

## 家集
式子的家集是《式子內親王集》，又稱《式子內親王家集》、《式子內親王御集》、《前齋院御集》、《萱齋院御集》，內容由三種百首歌（A百首、B百首以及正治初度百首）和「雖入敕撰不見家集歌」組成，總共收錄約370首和歌，其中A百首和B百首的部類完全一致，加上B百首的奧書寫有「建久五年五月二日」（1194年5月23日），因此推測A百首和B百首由式子在此時編寫而成，正治初度百首以及「雖入敕撰不見家集歌」則由後人增補。另外，A百首的卷頭寫有「前小齋院御百首」，推測是後人用來稱讚式子與大齋院選子內親王的美稱，正治初度百度則是式子晚年的集大成，《新古今和歌集》的49首入集歌中，有25首出自於此。根據國島章江的分類，家集分為第一類至第四類，第一類有宮內廳書陵部藏萱齋院御集（書架編號501・32，又稱宮A本）、式子內親王集（書架編號谷・217，又稱宮B本）和益田勝實藏式子內親王哥等等，第二類有宮內廳書陵部藏式子內親王集（書架編號501・705，又稱宮C本）和三手文庫藏式子內親王集等等，第三類方面，武井和人再將其細分為兩類，分別稱為第三類a和第三類b，第三類a有靜嘉堂文庫藏本和埼玉大學藏清水濱臣入稿本式子內親王集等等，第三類b有大阪市立大學附屬圖書館森文庫藏本、天理大學附屬天理圖書館藏竹柏園文庫舊藏本、東海大學中央圖書館桃園文庫藏E本和埼玉大學教養學部武井研究室藏本等等，第四類則有東海大學桃園文庫藏B本等等。另外，尚有筑波大學中央圖書館藏式子內親王御歌，為僅有缺少「雖入敕撰不見家集歌」部分的版本。

### 註解
1. ↑  詞書是指該和歌的主題和寫作動機等相關事宜[29]。
2. ↑  有心樣又稱為有心體，是指讓人深深感動的和歌[31]。